# Admiral Scheer (tàu tuần dương Đức)
Admiral Scheer là một tàu tuần dương hạng nặng thuộc lớp Deutschland đã phục vụ cùng Hải quân Đức Quốc xã trong Chiến tranh thế giới thứ hai. Nguyên được người Đức xếp lớp như một "Panzerschiff" (tàu bọc thép); nó được tái xếp lớp thành tàu tuần dương hạng nặng vào tháng 2 năm 1940. Tuy nhiên Hải quân Hoàng gia Anh lại đặt tên lóng cho ba chiếc thuộc lớp này là những "thiết giáp hạm bỏ túi" do chúng thực sự vượt trội về hỏa lực so với tàu tuần dương hạng nặng của hải quân mọi nước khác. Admiral Scheer đã sống sót cho đến những tháng sau cùng của chiến tranh tại châu Âu.

## Thiết kế và chế tạo
Kích thước và đặc tính của những chiếc Panzerschiffe bị giới hạn đáng kể bởi Hiệp ước Versailles, vốn chỉ cho phép Đức đóng tàu chiến không vượt quá trọng lượng choán nước 10.000 tấn. Một số cải tiến kỹ thuật đã được áp dụng để chế tạo một con tàu chiến chắc chắn trong tải trọng bị giới hạn, bao gồm việc áp dụng rộng rãi kỹ thuật hàn để kết nối các thành phần của lườn tàu (thay cho việc dùng đinh tán ghép các tấm thép chồng lên nhau, vốn là tiêu chuẩn vào thời đó), và động cơ Diesel cho hệ thống động lực. Ngay cả như vậy, lớp Deutschland vẫn nặng hơn giới hạn 2.000 tấn, cho dù vì những lý do chính trị, trọng lượng được công bố của nó luôn được nêu là 10.000 tấn trong giới hạn của Hiệp ước.
Được đặt tên theo Đô đốc Reinhard Scheer, con tàu được đặt lườn vào ngày 25 tháng 6 năm 1931 và được hạ thủy vào ngày 1 tháng 4 năm 1933, được đỡ đầu bởi Frau Marianne Besserer, con gái Đô đốc Reinhard Scheer. Được cải tiến so với chiếc dẫn đầu Deutschland trong lớp, Admiral Scheer cùng với Admiral Graf Spee có một tháp chỉ huy và cầu tàu cao cùng các cột ăn-ten có kiểu dáng giống như những thiết giáp hạm hiện đại.

## Lịch sử hoạt động

### Nội chiến Tây Ban Nha
Vào tháng 7 năm 1936, Admiral Scheer được gửi đến Tây Ban Nha để giúp vào việc triệt thoái công dân Đức bị vướng lại trong cuộc Nội chiến Tây Ban Nha. Nó cũng do thám các tàu Xô viết chở hàng tiếp liệu ủng hộ cho phe Cộng hòa cùng bảo vệ cho các tàu Đức chở vũ khí cung cấp cho phe Quốc gia. Vào ngày 31 tháng 5 năm 1937, nó đã bắn phá các căn cứ của phe Cộng hòa tại Almería để trả đũa một vụ không kích nhắm vào chiếc tàu chị em Deutschland hai ngày trước đó. Cho đến cuối tháng 6 năm 1938, nó đã hoàn tất tám lượt bố trí đến Tây Ban Nha.
Vào cuối giai đoạn được bố trí tại Tây Ban Nha, Admiral Scheer đã phục vụ như một địa điểm bỏ phiếu cho cuộc trưng cầu dân ý ở nước ngoài vào tháng 4 năm 1938, dành cho các giáo sĩ Đức và Áo đang nghiên cứu tại trường đại học Đức Santa Maria dell'Anima, về vấn đề sáp nhập nước Áo vào nước Đức ("Anschluss"). Nhằm mục đích này, nó đã thả neo tại cảng Gaeta. Tương phản với kết quả trưng cầu chung tại Đức, các giáo sĩ tại đây đã bỏ phiếu chống lại Anschluss với tỉ lệ trên 90%, một sự kiện được đặt tên là "Nỗi hỗ thẹn Gaeta" (Vergogna di Gaeta, Schande von Gaeta) vào lúc đó.

### Chiến tranh Thế giới thứ hai
Lúc bắt đầu Chiến tranh thế giới thứ hai, dưới quyền chỉ huy của Thuyền trưởng, Đại tá Hải quân Theodor Krancke, Admiral Scheer lần đầu tham gia chiến sự vào ngày 4 tháng 12 năm 1939 khi máy bay ném bom Bristol Blenheim của Không quân Hoàng gia Anh tấn công nó tại Wilhelmshaven. Nó bị đánh trúng ba quả bom, nhưng không gây thiệt hại đáng kể nào, và hỏa lực pháo phòng không đã bắn rơi bốn máy bay tấn công. Admiral Scheer trải qua đợt đại tu vào lúc mà các tàu chị em của nó đang tiến hành các chiến dịch cướp tàu buôn. Deutschland săn được hai tàu đối phương trước khi quay về cảng nhà, riêng Admiral Graf Spee đánh chìm chín chiếc trước khi bị Hải quân Hoàng gia Anh phát hiện, bị hư hại, và cuối bị đánh đắm sau trận River Plate. Mặc dù các cuộc tấn công của "thiết giáp hạm bỏ túi" không đem lại thành công lớn lao, quan niệm về chiến tranh cướp tàu buôn đã được thể hiện. Admiral Scheer được cải biến vào những tháng đầu năm 1940: tháp chỉ huy nặng nề được thay thế bằng một cấu trúc nhẹ hơn, và nó được xếp lại lớp thành một tàu tuần dương hạng nặng.

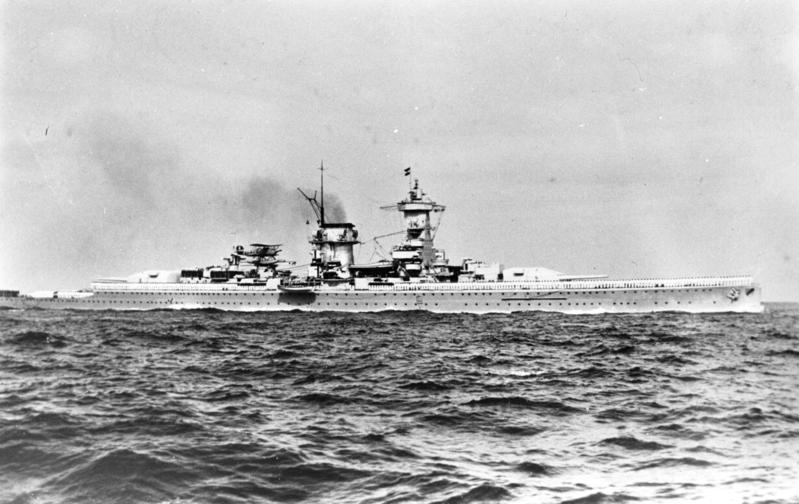
Admiral Scheer

Admiral Scheer lên đường vào ngày 14 tháng 10 năm 1940, và mục tiêu đầu tiên của nó là đoàn tàu vận tải HX-84 khởi hành từ Halifax Nova Scotia, bị hệ thống định vị vô tuyến B-Dienst phát hiện. Thủy phi cơ của Admiral Scheer đã tìm thấy đoàn tàu vận tải này vào ngày 5 tháng 11 năm 1940, tin rằng chúng không được hộ tống. Tuy nhiên, khi Admiral Scheer tiếp cận và đoàn tàu vận tải xuất hiện trên đường chân trời, một con tàu đã tiến ra để đối phó với nó. HMS Jervis Bay (F40), dưới quyền chỉ huy của Thuyền trưởng Edward Fegen, là một tàu buôn tuần dương vũ trang và là phương tiện bảo vệ duy nhất cho đoàn tàu vận tải. Do việc thiếu hụt số lượng tàu chiến Đồng Minh vào giai đoạn đầu của cuộc chiến tranh, các đoàn tàu vận tải chỉ được tàu khu trục hộ tống trong ba ngày cuối cùng trong chuyến hành trình của chúng. Jervis Bay rõ ràng là bị vượt trội một cách vô vọng, nhưng con tàu Đức phải đối phó với nó trước khi có thể săn đuổi đoàn tàu vận tải, vốn đã bắt đầu phân tán và tạo màn khói ngụy trang. Admiral Scheer đã đánh chìm được năm chiếc, và bắn cháy chiếc tàu chở dầu San Demetrio mà sau đó được giải cứu; nhưng mẻ lưới của nó sẽ còn nhiều hơn nữa nếu như không có sự hy sinh cảm tử của Jervis Bay. Cuộc tấn công đã đưa đến một thay đổi lớn trong chính sách của Bộ Hải quân Anh Quốc: các đoàn tàu vận tải lớn sau đó thường được hộ tống bởi thiết giáp hạm hay tàu chiến-tuần dương, gây ảnh hưởng lớn đến hoạt động của Hải quân Hoàng gia Anh tại các mặt trận khác.
Hải quân Hoàng gia Anh tung ra nhiều tàu chiến nhằm vây bắt Admiral Scheer, nhưng nó thoát được về phía Nam để gặp gỡ Nordmark, tàu chở dầu tiếp liệu cho nó. Trong hai tháng tiếp theo sau, nó đánh chìm thêm nhiều tàu khác, chiếm giữ hàng tiếp tế và chuyển tù binh sang chiếc Nordmark hay những tàu buôn khác mà nó chiếm được, và gặp gỡ chúng tại Planquadrat Anadalusien. Nó trải qua lễ Giáng Sinh năm 1940 ngoài biển giữa Đại Tây Dương, cách Tristan da Cunha nhiều trăm hải lý, trước khi thực hiện một chuyến đột nhập vào Ấn Độ Dương trong tháng 2 năm 1941. Nó tìm thêm hai tàu khác làm nạn nhân, nhưng chiếc thứ hai đã xoay xở đánh được tín hiệu cầu cứu vốn đã thu hút nhiều tàu tuần dương Anh Quốc. Admiral Scheer xoay xở đánh chìm thêm một tàu chở than khi nó thoát qua vòng vây đang thắt lại, và lẫn trở lại Đại Tây Dương. Sau đó Thuyền trưởng Krancke hướng nó lên phía Bắc, đi qua eo biển Đan Mạch, và cuối cùng về đến Kiel vào ngày 1 tháng 4 năm 1941, sau khi di chuyển trên 46.000 hải lý (85.000 km) và đánh chìm 16 tàu buôn.
Admiral Scheer chỉ ra khơi trở lại vào ngày 2 tháng 7 năm 1942, khi nó tham gia một nỗ lực bị hủy bỏ để đánh chặn Đoàn tàu vận tải Bắc Cực PQ-17. Vào tháng 8 năm 1942, nó đi đến biển Bắc Cực săn đuổi các đoàn tàu vận tải, và xác lập sự hiện diện thường xuyên của Đức tại vùng biển Bắc Cực thuộc Liên Xô như là Chiến dịch Wunderland. Admiral Scheer đã bắn phá trạm quan trắc khí tượng Xô Viết trên mũi Zhelaniya vào ngày 25 tháng 8, rồi đánh chìm chiếc tàu phá băng vũ trang Aleksandr Sibiryakov ngoài khơi quần đảo Nordenskiöld, nhưng đã không tìm thấy một đoàn tàu vận tải tại khu vực này. Thủy thủ đoàn của chiếc tàu phá băng đã tìm cách gửi tín hiệu khẩn cấp đến trạm Novy Dikson. Sau đó Admiral Scheer di chuyển đến Novy Dikson để bắn phá cảng này và cho đổ bộ lực lượng lên bờ. Tuy nhiên, lực lượng trú đóng tại đây có được một khẩu pháo cũ, và đã gây hư hại nhẹ cho thiết bị trên tàu. Admiral Scheer cho rút lui lực lượng đổ bộ, cũng như không đánh chìm con tàu nào trong cảng, cho dù đã gây hư hại nặng cho Dezhnev (SKR-19) và Revolutsioner đang thả neo tại đây. Nó quay về Narvik mà không tìm thấy đoàn tàu vận tải Đồng Minh nào do hoàn cảnh thời tiết xấu và sương mù trong biển Kara.
Tiếp theo sau việc Adolf Hitler nổi giận với những thất bại được gán cho Hải quân Đức, Tổng tư lệnh của nó, Đại đô đốc Erich Raeder, bị thay thế bởi Đô đốc Karl Dönitz, một chuyên gia về tàu ngầm; và hạm đội tàu nổi của Đức hiếm khi rời khỏi cảng từ lúc đó. Vào mùa Thu năm 1944, Admiral Scheer bắn pháo hỗ trợ cho các đơn vị Lục quân Đức đang rút lui trên bán đảo Sorve thuộc vùng biển Baltic. Trong suốt tháng 1 và tháng 2 năm 1945, nó là đơn vị chủ lực cùng với ba tàu khu trục tiến hành Chiến dịch Hanibal nhằm triệt thoái binh lính và thường dân khỏi Đông Phổ. Sau đó nó tham gia nhiều hoạt động bắn phá bờ biển khác, nhưng vào tháng 3 các nòng pháo của nó đã bị hao mòn quá mức, và nó phải quay trở về Kiel. Tại đây, vào đêm 9 tháng 4 năm 1945, trong một cuộc không kích của Không quân Hoàng gia Anh với quy mô lên đến trên 300 máy bay tham gia, nó bị đánh trúng và bị lật úp tại nơi neo đậu. Hầu hết thủy thủ đoàn của Admiral Scheer đang ở trên bờ vào lúc đó, nên chỉ có 32 người thiệt mạng. Sau chiến tranh, xác tàu đắm được tháo dỡ một phần của Admiral Scheer bị chôn vùi khi phần bên trong cảng được san lấp.